# Xã Vienna, Quận Rock, Minnesota
Xã Vienna (tiếng Anh: Vienna Township) là một xã thuộc quận Rock, tiểu bang Minnesota, Hoa Kỳ. Năm 2010, dân số của xã này là 156 người.